# Campeonato Sub-17 de la AFC 1986
El Campeonato Sub-16 de la AFC 1986 fue la segunda edición del torneo de fútbol a nivel de selecciones nacionales más importante de Asia organizado por la Confederación Asiática de Fútbol y que servía como eliminatoria para el Mundial Sub-17.
Corea del Sur venció en la final al anfitrión Catar para ganar el título por primera vez.

## Eliminatoria

### Grupo 1
Arabia Saudita eliminó a Siria y a Yemen del Norte en Damasco.

### Grupo 2
Baréin eliminó a Kuwait y a Irak en Bagdad.

### Grupo 3
Bangladés eliminó a Nepal y a Irán en Teherán.

### Grupo 4
Myanmar eliminó a India con marcador de 3-1 en Rangún.

### Grupo 5
Indonesia eliminó a Malasia, Singapur y Tailandia en Yakarta.

### Grupo 6
Corea del Norte eliminó a China y a Hong Kong en Victoria, Hong Kong.

### Grupo 7
Corea del Sur eliminó a Japón y a Filipinas en Nagoya.

## Fase de grupos
Todos los partidos se jugaron en Doha, Catar.

### Grupo A
| País           | Pts | J | G | E | P | GF | GC |
| -------------- | --- | - | - | - | - | -- | -- |
| Catar          | 6   | 3 | 3 | 0 | 0 | 8  | 1  |
| Arabia Saudita | 4   | 3 | 2 | 0 | 1 | 6  | 2  |
| Bangladés      | 2   | 3 | 1 | 0 | 2 | 3  | 8  |
| Indonesia      | 0   | 3 | 0 | 0 | 3 | 2  | 8  |

15-11-86
| Indonesia | 1 - 5 | Arabia Saudita |

| Catar | 6 - 1 | Bangladés |

17-11-86
| Bangladés | 0 - 1 | Arabia Saudita |

| Catar | 1 - 0 | Indonesia |

19-11-86
| Bangladés | 2 - 1 | Indonesia |

| Arabia Saudita | 0 - 1 | Catar |

### Grupo B
| País            | Pts | J | G | E | P | GF | GC |
| --------------- | --- | - | - | - | - | -- | -- |
| Corea del Sur   | 4   | 3 | 1 | 2 | 0 | 5  | 0  |
| Corea del Norte | 3   | 3 | 0 | 3 | 0 | 4  | 4  |
| Myanmar         | 3   | 3 | 1 | 1 | 1 | 2  | 6  |
| Baréin          | 2   | 3 | 0 | 2 | 1 | 3  | 4  |

16-11-86
| Baréin | 3 - 3 | Corea del Norte |

| Myanmar | 0 - 5 | Corea del Sur |

18-11-86
| Baréin | 0 - 0 | Corea del Sur |

| Corea del Norte | 1 - 1 | Myanmar |

20-11-86
| Myanmar | 1 - 0 | Baréin |

| Corea del Sur | 0 - 0 | Corea del Norte |

## Fase final

### Semifinales
22-11-86
| Corea del Sur | 1 - 0 | Arabia Saudita |

| Qatar | 1 - 0 | Corea del Norte |

### Tercer lugar
24-11-86
| Arabia Saudita | 2 - 0 | Corea del Norte |

### Final
24-11-86
| Corea del Sur | 0 - 0 (5 PK 4) | Catar |

## Campeón
| Campeonato Sub-16 de la AFC 1986 |
| -------------------------------- |
| Bandera de Corea del Sur         |
| Corea del Sur 1º Título          |

## Clasificados al Mundial Sub-17
| - Corea del Sur | - Catar | - Arabia Saudita |